# Усадьба Жомини
Усадьба Жомини́ — усадьба XIX века в в посёлке Баронском Гагинского района на юго-востоке Нижегородской области примерно в 165 км от Нижнего Новгорода и в 45 км от села Большое Болдино.
Усадебный участок занимает землю на высоком берегу реки Пьяны. Распространена легенда, что усадебная территория была подарена барону Антуану-Анри Жомини императором Александром I за особые заслуги перед Россией на императорской службе. Однако наиболее вероятно, что земли в 1871 году приобрёл барон Николай Жомини, внук генерала. 
Сегодня усадьба отремонтирована и находится в частном владении, но осмотреть снаружи дом, парк и сады как туристический объект могут все желающие.  

## История
По закрепившейся легенде, усадьбу Жомини связывают с именем барона Антуана-Анри Жомини.  Швейцарец был одним из главных военных теоретиков начала XIX века, а затем попал в наполеоновскую армию. В 1813 году он внёс большой вклад в победу при Бауцене, однако ожидаемого повышения по службе не получил и перешёл в 1813 году на сторону антифранцузской коалиции, став уже русским генералом. Считается, что будто бы в эти же годы Александр I и пожаловал Антуану-Анри Жомини имение на высоком берегу реки Пьяны за верность русской армии и добросовестную службу Российской империи, а само имение получило название Баронского посёлка. Барон Антуан-Анри Жомини переехал в Россию и уже при Николае I основал Академию Генерального штаба. 

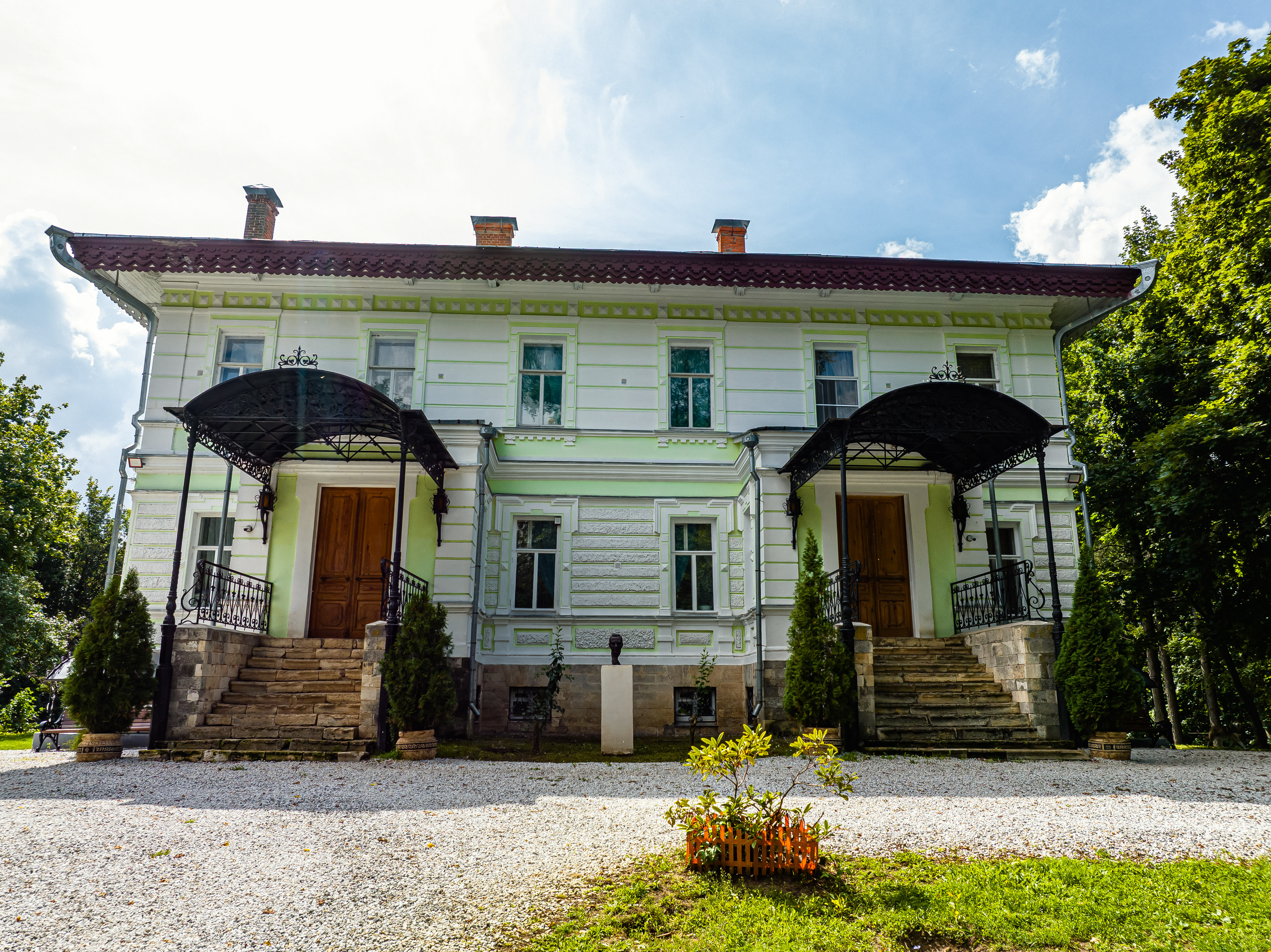
Фасад главного дома с двумя крыльцами

По другой версии, данные земли в составе Сергачского уезда Нижегородской губернии в 1871 году приобрёл Николай Генрихович Жомини — внук барона, предводитель дворянства Васильсурского уезда.
По архитектуре главный дом Усадьбы можно отнести к 1870-м годам. В архитектуре совместили традиции России, Франции и Швейцарии.  
В 1895 году из-за долгов имение выставили на продажу.

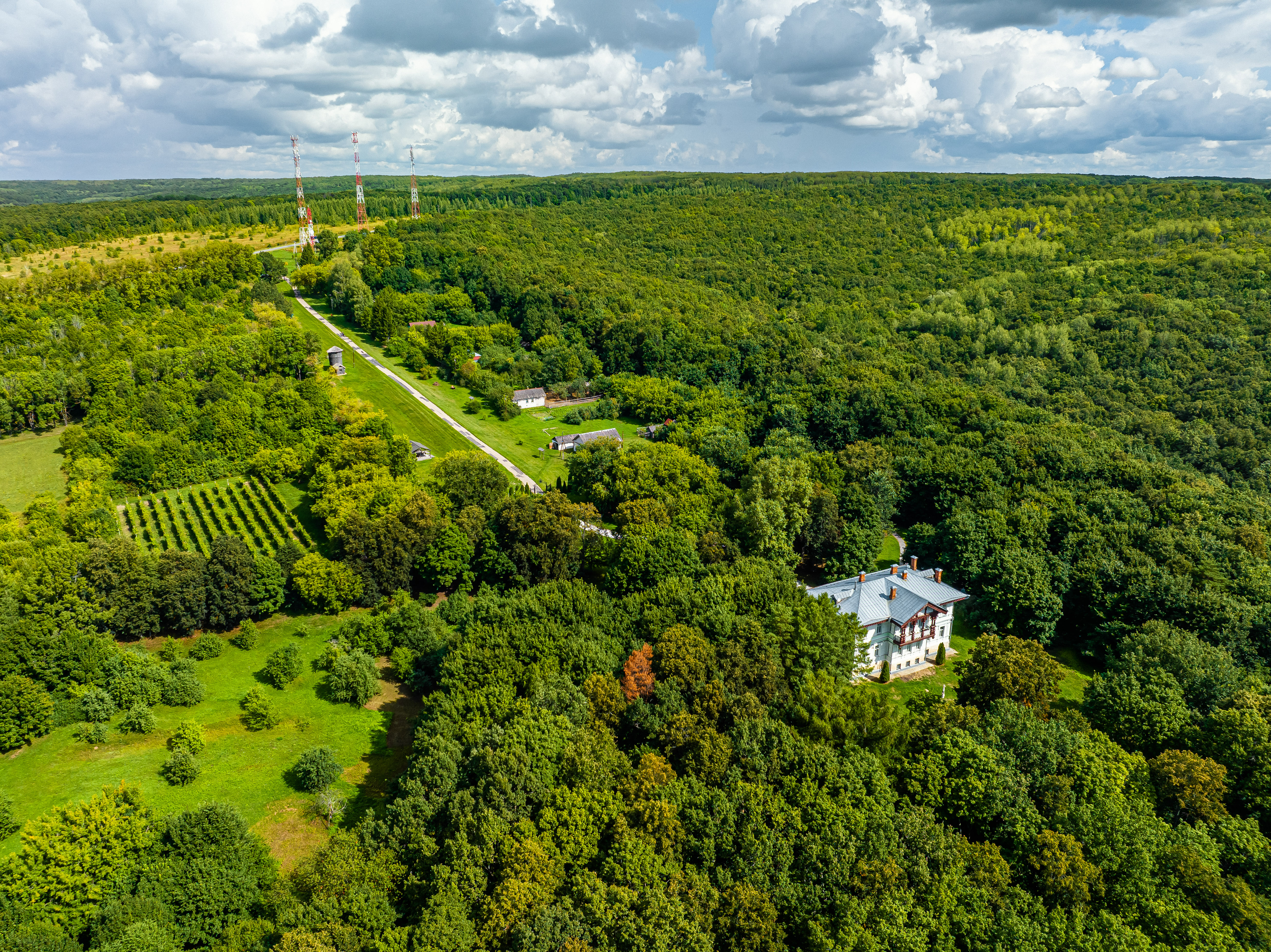
Общий вид Усадьбы Жомини и прилегающего парка

В советское время в здании содержали заключённых, в годы Великой Отечественной войны в этих местах жили эвакуированные, потом в барском доме разместилось правление колхоза, а в постсоветское время на смену пришли кафе с сауной.

## Современное состояние

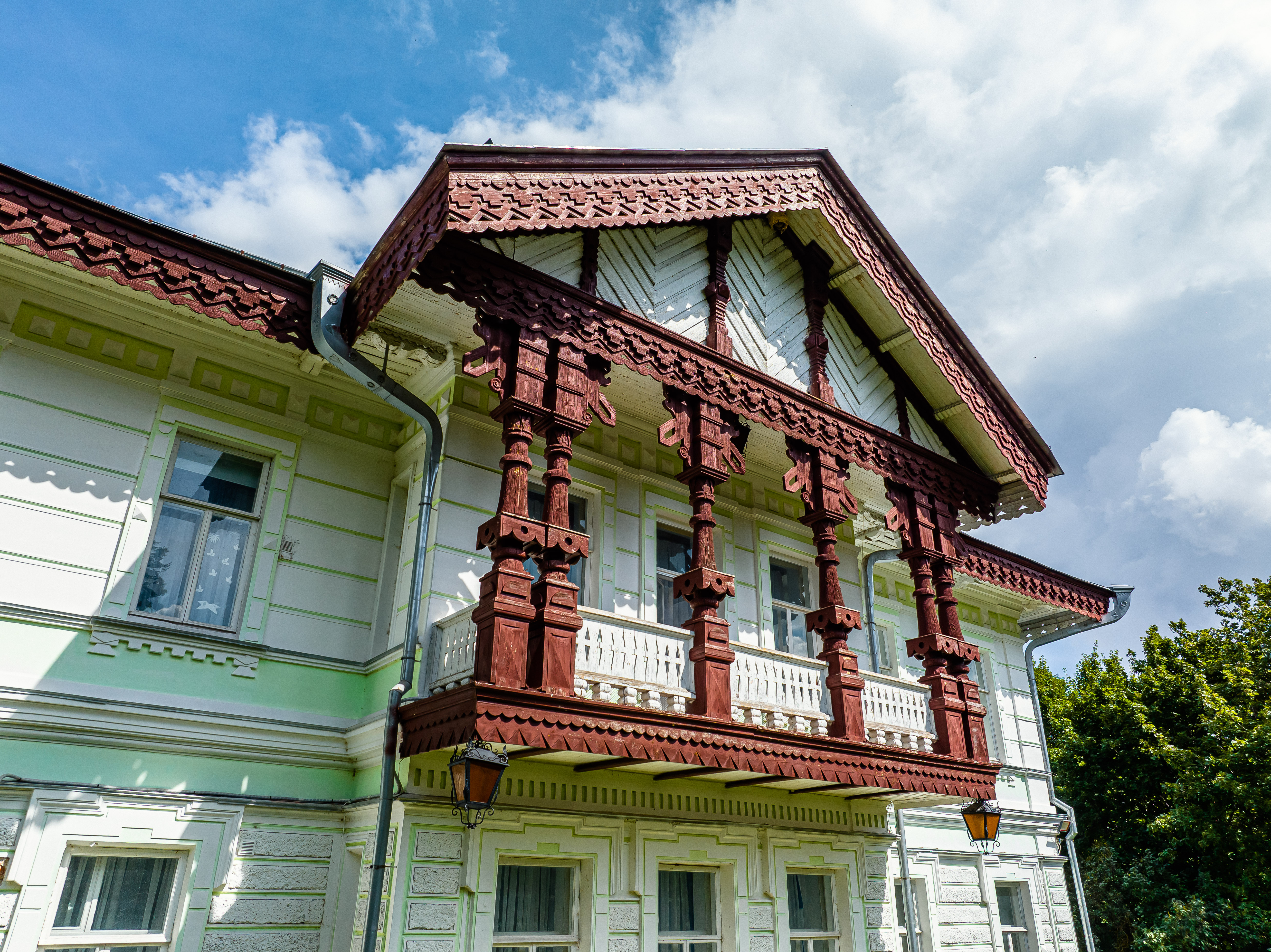
Барский дом с богато декорированным балконом

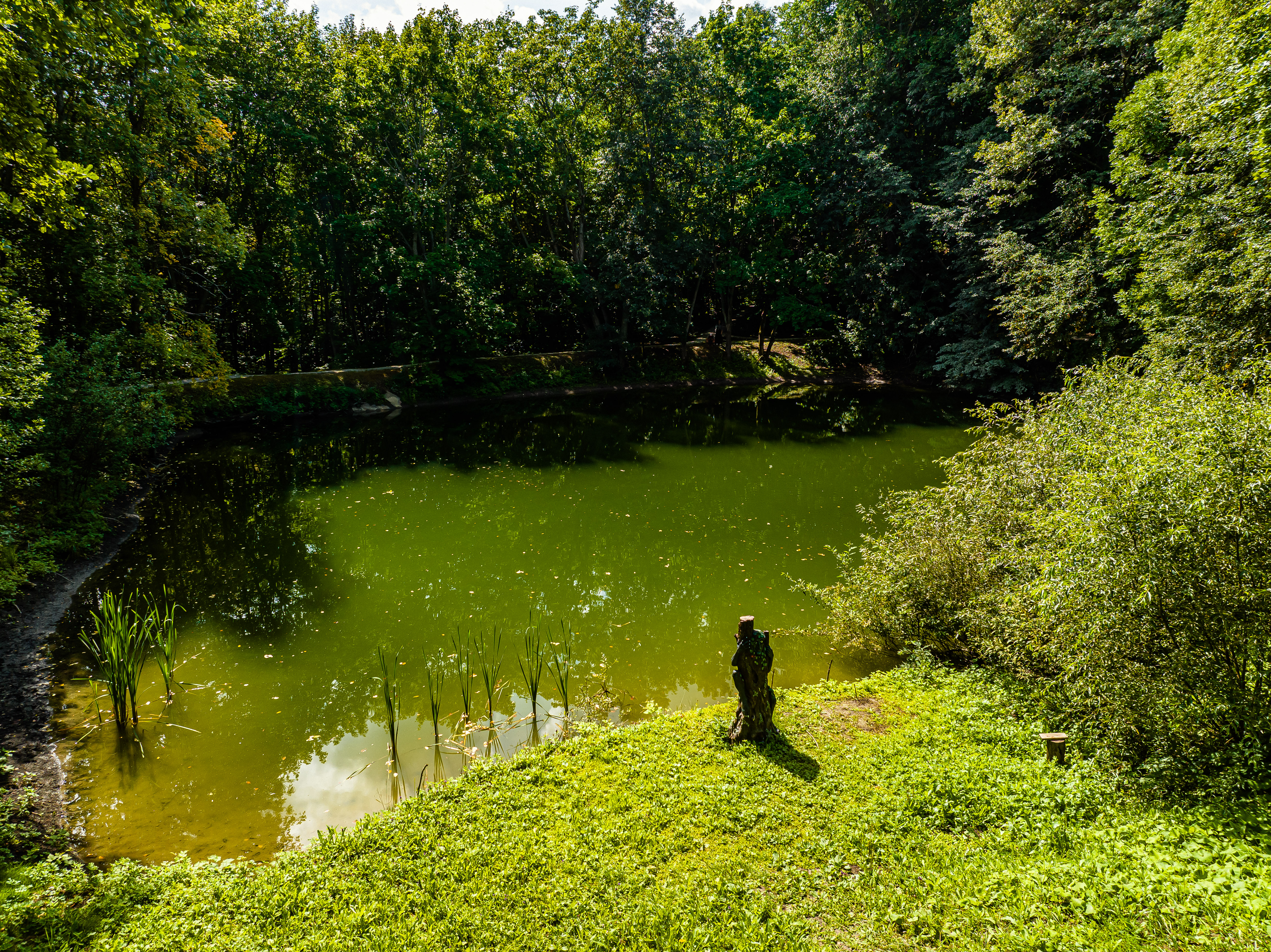
Пруд в Усадьбе Жомини

В настоящее время усадьба отреставрирована: сохранены первоначальные украшения дома — деревянные карниз и балкон, два парадных крыльца с перилами и навесом.
Восстановлены ландшафт, парк с тремя аллеями старых лиственниц, пруд, сад с виноградом, каньоны с перекидными мостиками и пляж, на который ведёт одна из аллей парка, есть беседки и скульптуры.
На территории воссоздан фрагмент «этнической деревни», которая прежде находилась на этом месте. Здесь можно увидеть дом ткачихи, дом знахарки-травницы, старинный шинок, мельницу и многое другое. Эта экспозиция знакомит посетителей с традициями и обычаями жизни жителей деревень и поселений XIX века.

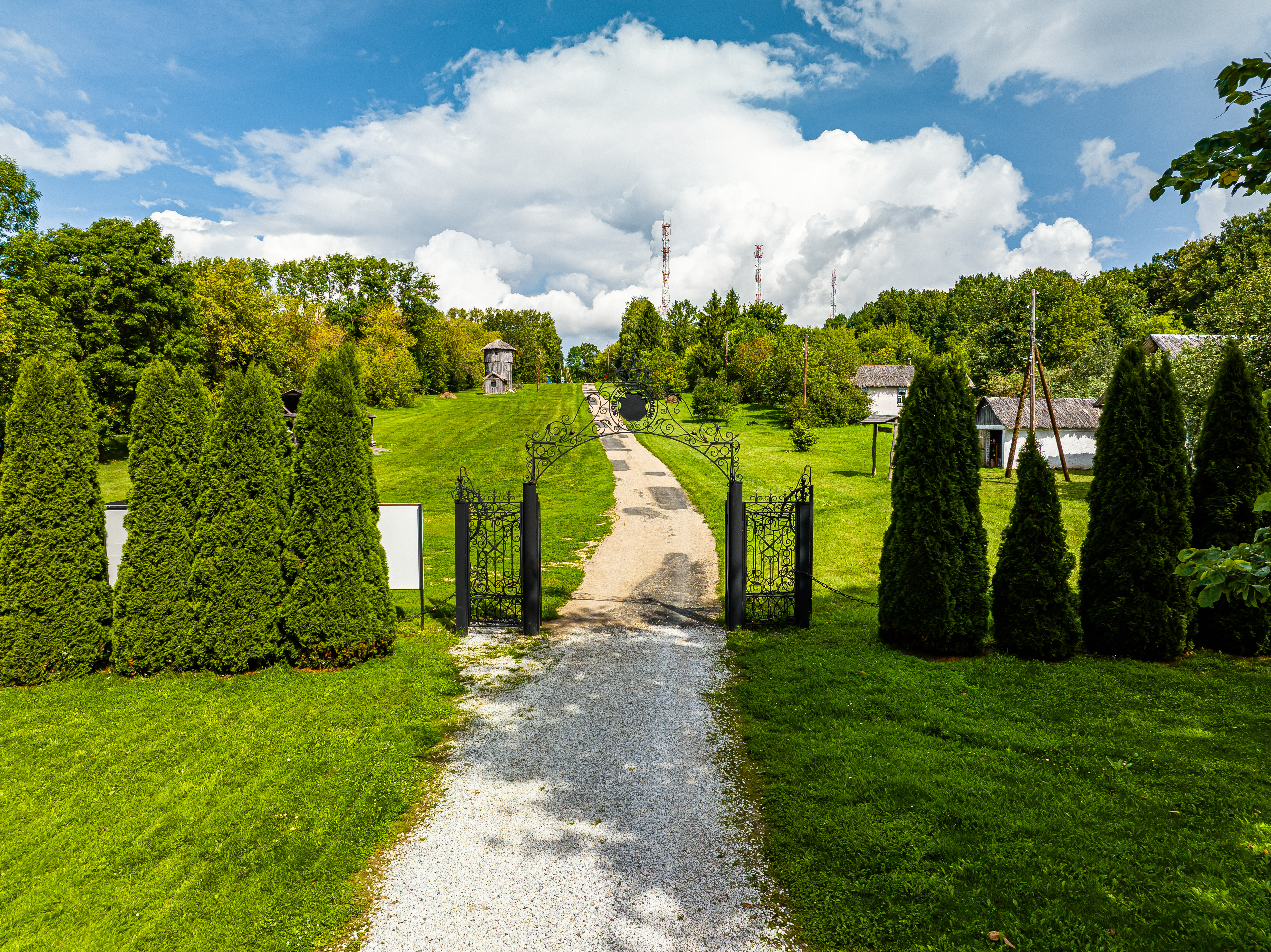
«Этническая деревня» на территории Усадьбы Жомини

Сегодня усадебный парк круглый год доступен для посещения туристами, в том числе в сопровождении экскурсовода по предварительной записи. Режим работы: с 8:00 до 16:00. Дом находится в частном владении, осмотреть его можно только снаружи.